# Sbrosovoye Lake
Sbrosovoye Lake är en sjö i Antarktis. Den ligger i Östantarktis. Norge gör anspråk på området. Sbrosovoye Lake ligger 41 meter över havet. Den ligger vid sjön Krokevatnet.